# ウィルズ・ヒル (初代ダウンシャー侯爵)
初代ダウンシャー侯爵ウィルズ・ヒル（英語: Wills Hill, 1st Marquess of Downshire, PC、1718年5月30日 - 1793年10月7日）は、イギリスの政治家、貴族。
1768年から1772年にかけて植民地大臣を務めたが、彼のアメリカ植民地に対する強硬姿勢はアメリカ植民地人の怒りを買い、アメリカ独立戦争の原因となった。
1742年に第2代ヒルズバラ子爵を継承し、1751年にはヒルズバラ伯爵、1789年にはダウンシャー侯爵に叙された。

## 経歴
1718年5月30日にアイルランド貴族の初代ヒルズバラ子爵トレヴァー・ヒルとその妻メアリー（旧姓ロウ）の間の息子としてグロスタシャー・フェアフォードで生まれる。
1741年5月の総選挙でウォリック選挙区から選出されて庶民院議員となる。1742年5月に父が死去し、生存している最年長の男子である彼が第2代ヒルズバラ子爵位を継承したが、同爵位はアイルランド貴族爵位であるため、襲爵によって自動的に貴族院議員になることはなく、襲爵後も1756年にグレートブリテン貴族爵位を与えられるまで庶民院議員に在職し続けた。
1751年10月には直系の男系男子に次いで叔父の初代ダンガノン子爵アーサー・ヒル＝トレヴァーの男系男子への特別継承を規定したアイルランド貴族爵位ヒルズバラ伯爵に叙された。
1754年5月に枢密顧問官に列するとともに王室監査官に就任。翌1755年には王室会計長官に転じ、1756年まで務めた。
1756年11月にグレートブリテン貴族ハリッジ男爵に叙され、庶民院議員から貴族院議員に転じた。1763年9月にはジョージ・グレンヴィル内閣で第一通商卿に就任し、同内閣が崩壊した1765年7月まで在職した。1766年8月には初代チャタム伯爵ウィリアム・ピット内閣で再び第一通商卿に就任したが、同年12月に共同での郵政長官に転任。1768年1月からは第一通商卿に復職するとともに植民地大臣に就任し、以降第3代グラフトン公爵オーガスタス・フィッツロイ内閣とノース卿フレデリック・ノース内閣と三代の内閣にわたって同職に在職し続けた。植民地大臣としてアメリカ植民地に強硬姿勢をとり、アメリカ植民地との関係を悪化させた。特に1768年2月にマサチューセッツ議会が採択した各植民地一致してタウンゼンド諸法に反対しようという内容のマサチューセッツ回状を警戒し、総督フランシス・バーナードに対してマサチューセッツ議会にマサチューセッツ回状を撤回させるよう指示し、また他の総督にも植民地議会でマサチューセッツ回状を討議させないよう命令を発した。これによりマサチューセッツ回状を討議した植民地議会は次々と停会の憂き目にあった。また同年6月にはボストンで関税委員が襲撃される事件があったが、彼はそれを理由に10月に正規軍四個連隊を派遣した。こうした彼の対植民地強硬姿勢がアメリカ独立戦争への機運を高めることになった。
1772年8月にはオハイオ開拓計画の断念に反対して植民地大臣を辞した。この退任に際してグレートブリテン貴族ヒルズバラ伯爵に叙された。
下野後もアメリカ植民地に対する強硬姿勢をとり続けた。1779年から1782年にかけてはノース卿内閣の南部国務大臣を務めた。
1789年にはアイルランド貴族爵位ダウンシャー侯爵に叙せられたが、1793年10月7日に死去した。爵位は生存している唯一の男子アーサー・ヒルが継承した。

## 栄典

### 爵位
1742年5月3日に父トレヴァー・ヒルの死により以下の爵位を継承した。
- 第2代ヒルズバラ子爵 (2nd Viscount Hillsborough)
(1717年8月21日の勅許状によるアイルランド貴族爵位)
- ダウン州におけるキルワーリンの第2代ヒル男爵 (2nd Baron Hill, of Kilwarlin in the County of Down)
(1717年8月21日の勅許状によるアイルランド貴族爵位)

1751年10月3日に以下の爵位を新規に叙される。
- 初代ヒルズバラ伯爵 (1st Earl of Hillsborough)
(勅許状によるアイルランド貴族爵位。特別継承規定で自身の男系男子が無ければ叔父初代ダンガノン子爵アーサー・ヒル＝トレヴァーとその男系男子が継承)
- 初代キルワーリン子爵 (1st Viscount Kilwarlin)
(勅許状によるアイルランド貴族爵位。特別継承規定で自身の男系男子が無ければ叔父初代ダンガノン子爵アーサー・ヒル＝トレヴァーとその男系男子が継承)

1756年11月17日に以下の爵位を新規に叙される。
- エセックス州におけるハリッジの初代ハリッジ男爵 (1st Baron Harwich, of Harwich in the County of Essex)
(勅許状によるグレートブリテン貴族爵位)

1772年8月28日に以下の爵位を新規に叙される。
- 初代ヒルズバラ伯爵 (1st Earl of Hillsborough)
(勅許状によるグレートブリテン貴族爵位)
- 初代フェアフォード子爵 (1st Viscount Fairford)
(勅許状によるグレートブリテン貴族爵位)

1789年8月20日に以下の爵位を新規に叙される。
- 初代ダウンシャー侯爵 (1st Marquess of Downshire)
(勅許状によるアイルランド貴族爵位)

## 家族
1747年に第19代リンスター公爵ロバート・フィッツジェラルドの娘マーガレッタと結婚し、彼女との間に以下の2男2女を儲けた。
- 第1子(長女)エミリー・メアリー・ヒル (1750-1835) 初代ソールズベリー侯爵ジェイムズ・セシルと結婚
- 第2子(長男)マーカス・ヒル (1752-1756) 儀礼称号でキルワーリン子爵。夭折
- 第3子(次男)アーサー・ヒル（英語版） (1753-1801) 第2代ダウンシャー侯爵位を継承。政治家
- 第4子(次女)シャーロット・ヒル (1754-1804) 初代タルボット伯爵ジョン・チェットウィンド＝タルボットと結婚

1768年に第4代ストーウェル男爵エドワード・ストーウェルの娘メアリー・ストーウェルと再婚。彼女との間には子供はない。